# 中國信達
中國信達資產管理股份有限公司，簡稱中國信達資產管理股份、中國信達資產管理、中國信達資產，以及中國信達（英語：China Cinda Asset Management Co., Ltd.），在1999年4月20日，於中国北京（總部）成立前身為中国信达资产管理公司。中國信達是中國國有金融企業。
董事長為侯建杭，首席執行官為臧景范。

## 业务
主要在中國內地經營收购、受托经营金融机构和非金融机构不良资产，对不良资产进行管理、投资和处置；债权转股权，对股权资产进行管理、投资和处置；破产管理；对外投资；买卖有价证券；发行金融债券、同业拆借和向其他金融机构进行商业融资；经批准的资产证券化业务、金融机构托管和关闭清算业务；财务、投资、法律及风险管理咨询和顾问；资产及项目评估；以及国务院银行业监督管理机构批准的其他业务。

## 历史
1999年4月20日，於北京成立前身為中国信达资产管理公司，是中国政府在亚洲金融风暴后对于银行业重组的措施之“成立四家金融资产资产管理公司”的其中一家，主要接收中国建设银行系统内的不良资产。
2010年中国信达资产管理公司改制為中國信達資產管理股份有限公司。
股份在2013年12月12日於港交所主板上市。招股價為3.58港元，全球發售為53.19億股H股，集資額為190億港元，投資者包括全国社会保障基金理事会、瑞銀、中信资本控股有限公司和渣打銀行。
2015年12月18日，中銀香港宣佈以680億港元出售南洋商業銀行給中國信達。以14年資產淨值348.95億元計算，市帳率約1.95倍。中銀香港預計，交易獲得的稅前收益約340億2700萬。
2019年8月13日，中國信達公布，公司旗下之間接非全資附屬公司同達創業（滬：600647）與其他８名第三方訂立《發行股份購買資產協議》。根據協議，同達創業將以發行代價股份的方式向交易對方購買其合計持有的三三工業100％股權，涉及交易價格預估為50.5億元。
傳媒報道，中國信達總裁助理向黨表示，截至2019年12月6日，公司已投放地方政府融資平台相關項目餘額約人民幣70億元化解地方政府隱性債務風險。據銀保監會網站，向黨在周四的銀保監會新聞發布會上透露，信達化解隱性債務風險案例包括湖北某政府平台公司項目和江蘇某地級市平台公司項目。至於債轉股方面，目前已成功實施17個市場化債轉股項目，總金額達人民幣222.8億元。信達計劃財務部總經理楊英勛稱，中國信達被納入第三輪不良資產證券化試點有利於提高不良資產的處置能力，盤活不良資產，加速公司不良資產周轉。公司將對合適和符合條件的資產做成一些標準化的產品。

## 主要資產
- 南洋商業銀行
- 幸福人寿50.995%（已出售）
- 信達國際控股有限公司63%
- 信達期貨有限公司
- 信達資本管理有限公司
- 中國農業產業發展基金有限公司25%
- 信達地產50.81%
- 信達證券股份有限公司99.33%
- 漢石投資管理有限公司70%
- 華建國際投資有限公司
- 中潤經濟發展有限責任公司
- 信达财产保险股份有限公司51%
- 金穀信託92.29%
- 信達租賃99.36%
- 信達澳銀基金54%
- 高銀金融117部分權益